# زبان فلامان

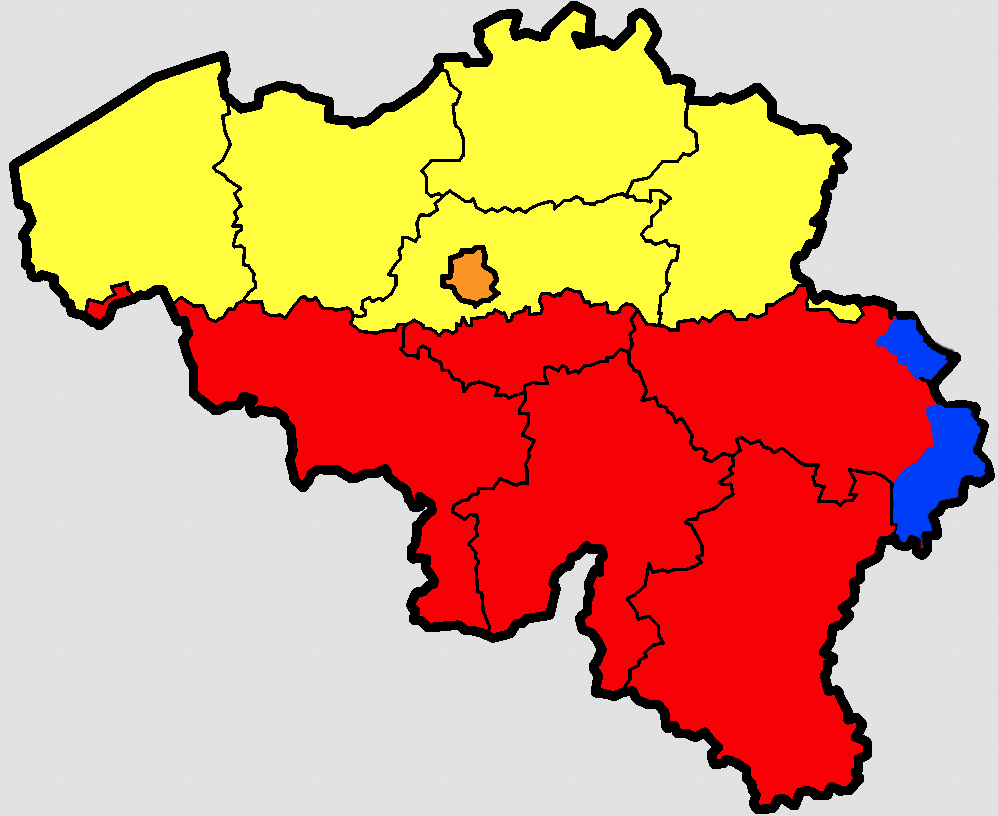
زبان ارتباطی مردم بلژیک به فلامان (زرد)

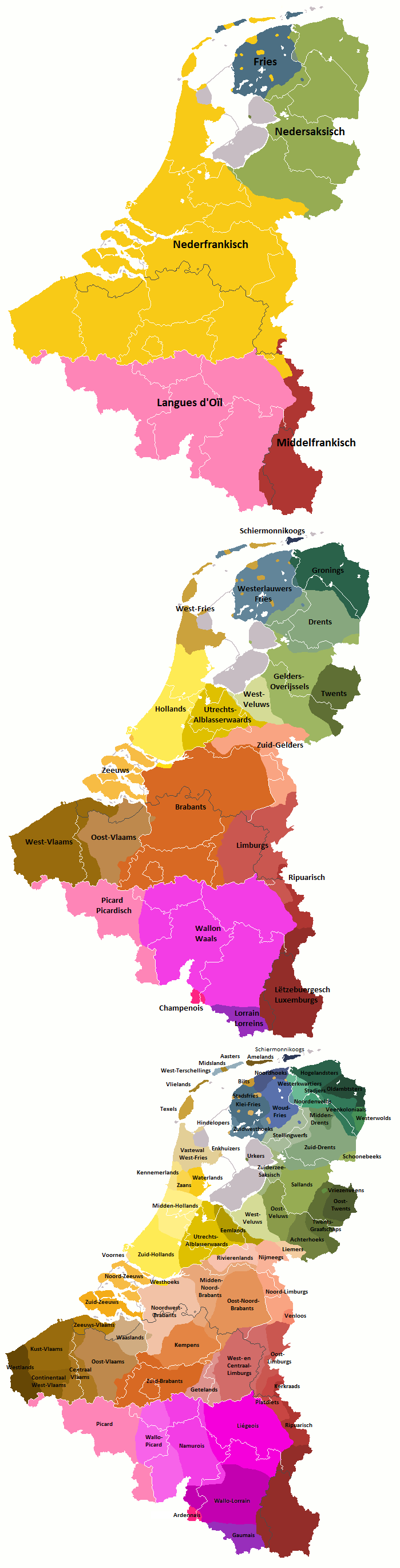
نقشه نمایش دهنده لهجه‌های مورد استفاده در بنلوکس

زبان فلامان، یا هلندی بلژیکی یا هلندی جنوبی یا هلندی فلامانی اشاره دارد به گویشی از زبان هلندی که در منطقه فلاندر به کار می‌رود. فلامانی یکی از سه زبان رسمی بلژیک است.
در ناحیه فلاندر به ۴ گویش فلامانی تکلم می‌شود: برابانتی، فلامانی شرقی، فلامانی غربی و لیمبورگی.

## نگارخانه

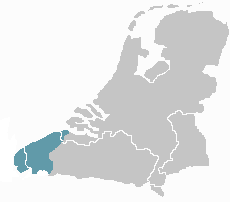
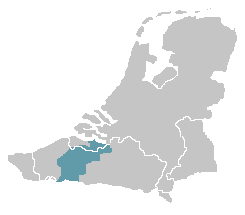